# Novembre 1979
L'éphéméride | tout sur novembre et 1979.
Cet article porte sur les évènements survenus en novembre 1979.

## Événements

### Amérique
- 1er novembre : en Bolivie, coup d'État du général Alberto Natusch Busch, qui prend le pouvoir, devenant le 55e président de la République. L'armée organise la dissolution de l’assemblée.
- 16 novembre, Bolivie : le général Alberto Natusch Busch, après 16 jours de régime militaire et 200 morts, se retire et les militaires remettent le pouvoir aux civils, la présidente de l’Assemblée, Lidia Gueiler Tejada, devenant président de la République.

#### États-Unis

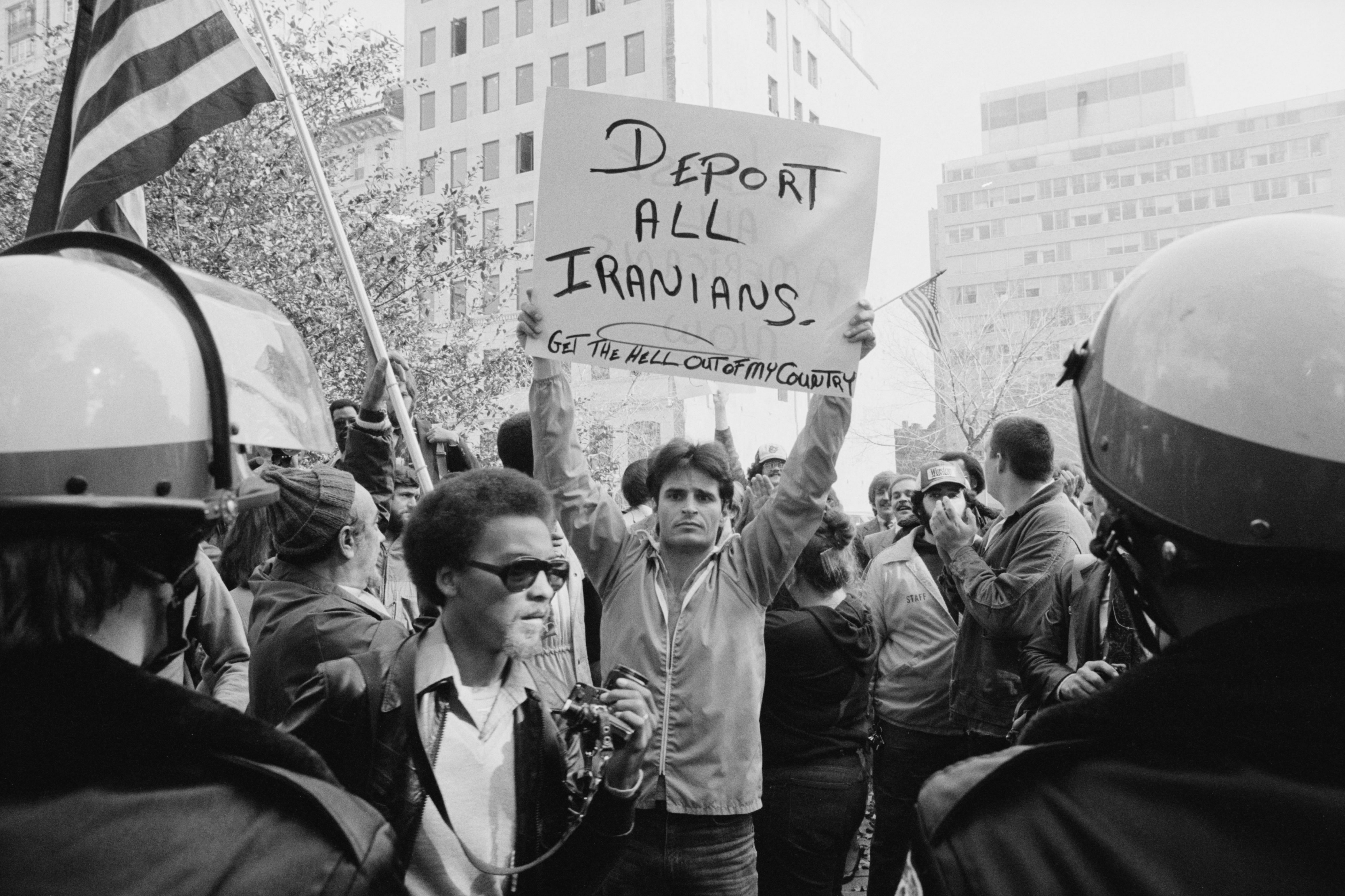
9 novembre : manifestation à Washington DC contre la prise d'otages de Téhéran.

- 4 novembre : affaire des otages de Téhéran. Cinquante-deux employés de l’ambassade américaine seront libérés après 444 jours de détention.

### Océanie, Pacifique et Antarctique
- 28 novembre : un avion touristique s'écrase sur les flancs du mont Erebus en Antarctique, 257 morts[1].

### Asie
- 26 novembre : le Premier ministre Choi Kyu-ha succède à Park au poste de président de Corée du Sud, mais très vite le général Chun Doo-hwan s’impose à la tête du pays (Coup d'État du 12 décembre).

### Proche-Orient

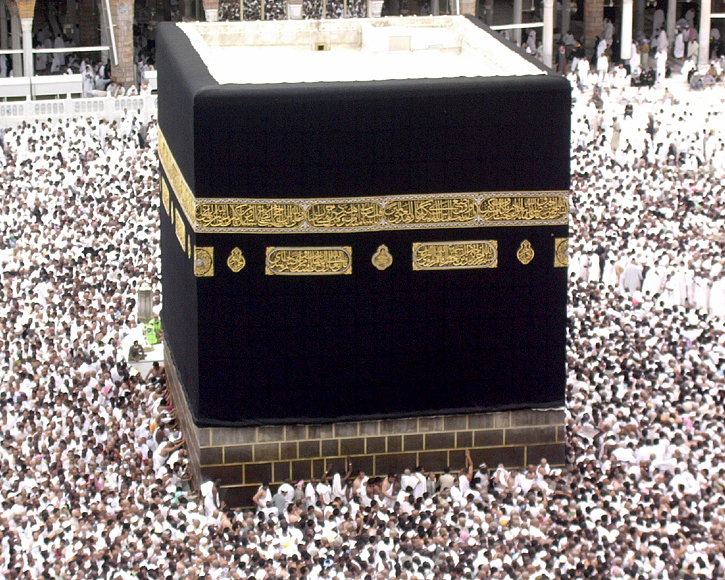
20 novembre : prise de la Grande Mosquée de la Mecque.

- 20 novembre : un groupe d’exaltés s’empare de la grande mosquée de La Mecque et proclame son chef le mahdi, homme guidé par Dieu. Les forces de polices saoudiennes, aidées par un contingent du GIGN français, reprennent le contrôle des lieux après quinze jours de siège. Les insurgés sont tous exécutés.
- Novembre : les populations chiites du royaume saoudien, qui n’ont pas le droit de célébre leurs culte, prises dans l’exaltation de la révolution iranienne, organisent des manifestations religieuses (Achoura) immédiatement réprimées par la police (19 morts).

#### Iran
- 4 novembre : crise iranienne des otages. Quand Jimmy Carter accepte que le shah se fasse soigner à New York, des extrémistes iraniens contrôlés par le nouveau pouvoir occupent l’ambassade américaine de Téhéran et détiennent 66 otages pendant quinze mois (fin le 20 janvier 1981).

### Europe

#### Italie
- En novembre, Enrico Berlinguer annonce la nouvelle ligne du PCI : la solution d’alternative démocratique, soit l’alliance avec le PSI contre la DC.

#### France
- 4 novembre (Rallye automobile) : arrivée du Tour de Corse.

#### Grande-Bretagne
- 23 novembre (Rallye automobile) : arrivée du Rallye de Grande-Bretagne.

## Naissances
- 3 novembre : Nguyễn Thúy Hiền, athlète vietnamienne de wushu taolu.
- 5 novembre : Tarek Boudali, acteur, scénariste et réalisateur français.
- 7 novembre : Rafael Rodríguez Escribano, dit Rafael de Julia, matador espagnol.
- 9 novembre : Caroline Flack, animatrice de télévision anglaise  († 15 février 2020).
- 12 novembre : Cote de Pablo, actrice américaine.
- 13 novembre : Riccardo Scamarcio, acteur italien.
- 26 novembre : Hilary Hahn, violoniste américaine.
- 29 novembre : Jayceon « Game » Taylor, rappeur américain.
- 30 novembre : Dale Stewart, chanteur et guitariste sud-africain.

## Décès
- 2 novembre : Jacques Mesrine, gangster français (° 28 décembre 1936).
- 8 novembre : Yvonne Vendroux épouse du général Charles de Gaulle (° 22 mai 1900).